# Valle Sörling
El valle Sörling (en inglés: Sörling Valley) (54°22′S 36°18′O / -54.367, -36.300) es un valle libre de hielo entre la bahía Cumberland Este y la bahía Hound en el lado norte de la isla San Pedro, en el archipiélago de las islas Georgias del Sur. Encuestados por el South Georgia Survey en el período 1951-1957, fue nombrado por el Comité Antártico de Lugares Geográficos del Reino Unido (UK-APC) por Erik Sörling del Riksmuseum, en Estocolmo, quien hizo las colecciones zoológicas en la isla San Pedro entre 1904 y 1905.
El 21 de abril de 1982, durante la Guerra de las Malvinas, la Special Boat Service aterrizó en la playa de la Bahía Hound desde helicópteros basados en el HMS Endurance, y trató de cruzar a las posiciones argentinas a través del valle y la bahía Cumberland.